# Juan Evangelista Venegas
Juan Evangelista Venegas (ur. 2 czerwca 1929 w Río Piedras, zm. 16 kwietnia 1987 w San Juan.) – portorykański bokser, brązowy medalista letnich igrzysk olimpijskich w 1948 w Londynie w kategorii koguciej. Jest pierwszym medalistą olimpijskim pochodzącym z Portoryka.

## Letnie Igrzyska Olimpijskie 1948
| Pierwsza runda         | Druga runda       | Ćwierćfinał           | Półfinał       | Mały Finał             | Miejsce |
| ---------------------- | ----------------- | --------------------- | -------------- | ---------------------- | ------- |
| Louis Calebout Decyzja | Babu Lall Decyzja | Albert Perera Decyzja | Tibor Csík 0:3 | Álvaro Vicente Decyzja | 3       |